# Systropus aokii
Systropus aokii är en tvåvingeart som beskrevs av Akira Nagatomi 1991. Systropus aokii ingår i släktet Systropus och familjen svävflugor.
Artens utbredningsområde är Taiwan. Inga underarter finns listade i Catalogue of Life.